# Månerude
Månerude (Botrychium) er en slægt i Slangetunge-familien. Hver plante består typisk af ét enkelt, mangefliget blad.
Sporestilken forgrener sig fra bladstilken og slutter med et endestillet organ, en kvast eller klase af sporehuse. Hvis bladet findes, kan man ikke altid forvente at finde sporebæreren, og planten sender heller ikke altid et blad til vejrs, men lever i stedet i flere år under jorden, snyltende på en mykorrhizaforbindelse med en svamp.
| Arter |

- Almindelig månerude (Botrychium lunaria)
- Fliget månerude (Botrychium lanceolatum)
- Kamillebladet månerude (Botrychium matricariifolium)
- Stor månerude, Virginsk Månerude (Botrychium virginianum')
- Nordisk månerude (Botrychium boreale)
- Enkelt månerude (Botrychium simplex)

| Portal | Portal:Botanik |

| Botanik | Spire Denne botanikartikel er en spire som bør udbygges. Du er velkommen til at hjælpe Wikipedia ved at udvide den. |